# Guatteria longepetiolata
Guatteria longepetiolata este o specie de plante angiosperme din genul Guatteria, familia Annonaceae, descrisă de Robert Elias Fries. Conform Catalogue of Life specia Guatteria longepetiolata nu are subspecii cunoscute.